# Lista di asteroidi (274001-275000)
Di seguito una lista di asteroidi dal numero 274001 al 275000 con data di scoperta e scopritore.

## 274001-274100
| Nome                 | Designazione provvisoria | Data di scoperta  | Scopritore               |
| -------------------- | ------------------------ | ----------------- | ------------------------ |
| 274001 -             | 2007 PG1                 | 4 agosto 2007     | Birtwhistle, P.          |
| 274002 -             | 2007 PW12                | 8 agosto 2007     | LINEAR                   |
| 274003 -             | 2007 PF17                | 9 agosto 2007     | Chante-Perdrix           |
| 274004 -             | 2007 PS21                | 9 agosto 2007     | LINEAR                   |
| 274005 -             | 2007 PX23                | 12 agosto 2007    | LINEAR                   |
| 274006 -             | 2007 PJ38                | 14 agosto 2007    | LINEAR                   |
| 274007 -             | 2007 PN39                | 15 agosto 2007    | Ries, W.                 |
| 274008 -             | 2007 PC41                | 13 agosto 2007    | LINEAR                   |
| 274009 -             | 2007 PH45                | 10 agosto 2007    | Spacewatch               |
| 274010 -             | 2007 PG46                | 10 agosto 2007    | Spacewatch               |
| 274011 -             | 2007 PA50                | 10 agosto 2007    | Spacewatch               |
| 274012 -             | 2007 QY5                 | 21 agosto 2007    | LONEOS                   |
| 274013 -             | 2007 QB10                | 22 agosto 2007    | LINEAR                   |
| 274014 -             | 2007 QS10                | 23 agosto 2007    | Spacewatch               |
| 274015 -             | 2007 QS15                | 21 agosto 2007    | LONEOS                   |
| 274016 -             | 2007 RL4                 | 3 settembre 2007  | CSS                      |
| 274017 -             | 2007 RU4                 | 3 settembre 2007  | CSS                      |
| 274018 -             | 2007 RB6                 | 5 settembre 2007  | Chante-Perdrix           |
| 274019 -             | 2007 RL15                | 12 settembre 2007 | Hoenig, S. F., Teamo, N. |
| 274020 Skywalker     | 2007 RW15                | 12 settembre 2007 | Karge, S., Schwab, E.    |
| 274021 Monikapoeller | 2007 RB18                | 12 settembre 2007 | Gierlinger, R.           |
| 274022 -             | 2007 RZ18                | 13 settembre 2007 | Chante-Perdrix           |
| 274023 -             | 2007 RE21                | 3 settembre 2007  | CSS                      |
| 274024 -             | 2007 RK21                | 3 settembre 2007  | CSS                      |
| 274025 -             | 2007 RM22                | 3 settembre 2007  | CSS                      |
| 274026 -             | 2007 RT29                | 4 settembre 2007  | CSS                      |
| 274027 -             | 2007 RE50                | 9 settembre 2007  | Spacewatch               |
| 274028 -             | 2007 RF77                | 10 settembre 2007 | Mt. Lemmon Survey        |
| 274029 -             | 2007 RS91                | 10 settembre 2007 | Mt. Lemmon Survey        |
| 274030 -             | 2007 RH95                | 10 settembre 2007 | Spacewatch               |
| 274031 -             | 2007 RE113               | 11 settembre 2007 | Spacewatch               |
| 274032 -             | 2007 RL124               | 12 settembre 2007 | Mt. Lemmon Survey        |
| 274033 -             | 2007 RG134               | 12 settembre 2007 | CSS                      |
| 274034 -             | 2007 RH137               | 14 settembre 2007 | Mt. Lemmon Survey        |
| 274035 -             | 2007 RR144               | 14 settembre 2007 | LINEAR                   |
| 274036 -             | 2007 RM164               | 10 settembre 2007 | Spacewatch               |
| 274037 -             | 2007 RG188               | 9 settembre 2007  | LONEOS                   |
| 274038 -             | 2007 RY208               | 10 settembre 2007 | Spacewatch               |
| 274039 -             | 2007 RL211               | 11 settembre 2007 | Mt. Lemmon Survey        |
| 274040 -             | 2007 RZ215               | 12 settembre 2007 | Spacewatch               |
| 274041 -             | 2007 RL246               | 12 settembre 2007 | Spacewatch               |
| 274042 -             | 2007 RJ275               | 6 settembre 2007  | Siding Spring Survey     |
| 274043 -             | 2007 RU279               | 8 settembre 2007  | Siding Spring Survey     |
| 274044 -             | 2007 RY279               | 9 settembre 2007  | LONEOS                   |
| 274045 -             | 2007 RQ295               | 14 settembre 2007 | Mt. Lemmon Survey        |
| 274046 -             | 2007 RP310               | 6 settembre 2007  | Siding Spring Survey     |
| 274047 -             | 2007 RX311               | 5 settembre 2007  | LONEOS                   |
| 274048 -             | 2007 RC312               | 11 settembre 2007 | CSS                      |
| 274049 -             | 2007 RK315               | 9 settembre 2007  | Mt. Lemmon Survey        |
| 274050 -             | 2007 RT319               | 13 settembre 2007 | LINEAR                   |
| 274051 -             | 2007 RC321               | 13 settembre 2007 | LINEAR                   |
| 274052 -             | 2007 SC1                 | 19 settembre 2007 | Lowe, A.                 |
| 274053 -             | 2007 SM20                | 25 settembre 2007 | Mt. Lemmon Survey        |
| 274054 -             | 2007 TA9                 | 6 ottobre 2007    | Bickel, W.               |
| 274055 -             | 2007 TW18                | 9 ottobre 2007    | CSS                      |
| 274056 -             | 2007 TP24                | 11 ottobre 2007   | Hug, G.                  |
| 274057 -             | 2007 TW58                | 5 ottobre 2007    | Spacewatch               |
| 274058 -             | 2007 TD69                | 13 ottobre 2007   | Ries, W.                 |
| 274059 -             | 2007 TB95                | 7 ottobre 2007    | CSS                      |
| 274060 -             | 2007 TF111               | 8 ottobre 2007    | CSS                      |
| 274061 -             | 2007 TC135               | 8 ottobre 2007    | Spacewatch               |
| 274062 -             | 2007 TH147               | 7 ottobre 2007    | LINEAR                   |
| 274063 -             | 2007 TZ149               | 9 ottobre 2007    | LINEAR                   |
| 274064 -             | 2007 TM274               | 11 ottobre 2007   | Spacewatch               |
| 274065 -             | 2007 TR283               | 8 ottobre 2007    | Mt. Lemmon Survey        |
| 274066 -             | 2007 TB287               | 11 ottobre 2007   | Mt. Lemmon Survey        |
| 274067 -             | 2007 TZ421               | 15 ottobre 2007   | CSS                      |
| 274068 -             | 2007 TN428               | 11 ottobre 2007   | CSS                      |
| 274069 -             | 2007 VU188               | 12 novembre 2007  | LINEAR                   |
| 274070 -             | 2007 VL193               | 4 novembre 2007   | Mt. Lemmon Survey        |
| 274071 -             | 2007 XE4                 | 3 dicembre 2007   | CSS                      |
| 274072 -             | 2007 XM17                | 8 dicembre 2007   | BATTeRS                  |
| 274073 -             | 2007 XH32                | 15 dicembre 2007  | CSS                      |
| 274074 -             | 2007 XO33                | 10 dicembre 2007  | LINEAR                   |
| 274075 -             | 2007 XV38                | 13 dicembre 2007  | LINEAR                   |
| 274076 -             | 2007 YW21                | 16 dicembre 2007  | Spacewatch               |
| 274077 -             | 2007 YK34                | 28 dicembre 2007  | Spacewatch               |
| 274078 -             | 2007 YT43                | 30 dicembre 2007  | Spacewatch               |
| 274079 -             | 2008 AE25                | 10 gennaio 2008   | Mt. Lemmon Survey        |
| 274080 -             | 2008 AJ25                | 10 gennaio 2008   | Mt. Lemmon Survey        |
| 274081 -             | 2008 AB33                | 11 gennaio 2008   | Spacewatch               |
| 274082 -             | 2008 AM60                | 11 gennaio 2008   | Spacewatch               |
| 274083 -             | 2008 AK85                | 13 gennaio 2008   | Spacewatch               |
| 274084 Baldone       | 2008 AU101               | 3 gennaio 2008    | Cernis, K., Eglitis, I.  |
| 274085 -             | 2008 AF112               | 12 gennaio 2008   | CSS                      |
| 274086 -             | 2008 BN23                | 31 gennaio 2008   | Mt. Lemmon Survey        |
| 274087 -             | 2008 BF40                | 31 gennaio 2008   | CSS                      |
| 274088 -             | 2008 BT49                | 19 gennaio 2008   | Mt. Lemmon Survey        |
| 274089 -             | 2008 CA16                | 3 febbraio 2008   | Spacewatch               |
| 274090 -             | 2008 CJ52                | 7 febbraio 2008   | Spacewatch               |
| 274091 -             | 2008 CE63                | 8 febbraio 2008   | Spacewatch               |
| 274092 -             | 2008 CZ71                | 9 febbraio 2008   | LINEAR                   |
| 274093 -             | 2008 CO73                | 6 febbraio 2008   | CSS                      |
| 274094 -             | 2008 CS91                | 8 febbraio 2008   | Spacewatch               |
| 274095 -             | 2008 CQ94                | 8 febbraio 2008   | Mt. Lemmon Survey        |
| 274096 -             | 2008 CZ115               | 10 febbraio 2008  | Mt. Lemmon Survey        |
| 274097 -             | 2008 CS135               | 8 febbraio 2008   | Spacewatch               |
| 274098 -             | 2008 CA149               | 9 febbraio 2008   | Mt. Lemmon Survey        |
| 274099 -             | 2008 CF172               | 12 febbraio 2008  | Siding Spring Survey     |
| 274100 -             | 2008 CX174               | 13 febbraio 2008  | LONEOS                   |

## 274101-274200
| Nome                | Designazione provvisoria | Data di scoperta | Scopritore        |
| ------------------- | ------------------------ | ---------------- | ----------------- |
| 274101 -            | 2008 CG181               | 10 febbraio 2008 | CSS               |
| 274102 -            | 2008 CF195               | 9 febbraio 2008  | Mt. Lemmon Survey |
| 274103 -            | 2008 CJ195               | 10 febbraio 2008 | Mt. Lemmon Survey |
| 274104 -            | 2008 CK199               | 13 febbraio 2008 | Mt. Lemmon Survey |
| 274105 -            | 2008 DC4                 | 26 febbraio 2008 | Apitzsch, R.      |
| 274106 -            | 2008 DO19                | 27 febbraio 2008 | Mt. Lemmon Survey |
| 274107 -            | 2008 DL21                | 28 febbraio 2008 | Mt. Lemmon Survey |
| 274108 -            | 2008 DP22                | 29 febbraio 2008 | CSS               |
| 274109 -            | 2008 DB23                | 26 febbraio 2008 | LINEAR            |
| 274110 -            | 2008 DH26                | 26 febbraio 2008 | Spacewatch        |
| 274111 -            | 2008 DV29                | 26 febbraio 2008 | Mt. Lemmon Survey |
| 274112 -            | 2008 DW38                | 27 febbraio 2008 | Mt. Lemmon Survey |
| 274113 -            | 2008 DW45                | 28 febbraio 2008 | Spacewatch        |
| 274114 -            | 2008 DU47                | 28 febbraio 2008 | Mt. Lemmon Survey |
| 274115 -            | 2008 DX66                | 29 febbraio 2008 | Spacewatch        |
| 274116 -            | 2008 DW73                | 27 febbraio 2008 | Mt. Lemmon Survey |
| 274117 -            | 2008 DX82                | 28 febbraio 2008 | Mt. Lemmon Survey |
| 274118 -            | 2008 DH83                | 29 febbraio 2008 | Spacewatch        |
| 274119 -            | 2008 DG88                | 18 febbraio 2008 | Mt. Lemmon Survey |
| 274120 -            | 2008 EJ2                 | 1º marzo 2008    | Mt. Lemmon Survey |
| 274121 -            | 2008 EY40                | 4 marzo 2008     | Spacewatch        |
| 274122 -            | 2008 EB43                | 4 marzo 2008     | Mt. Lemmon Survey |
| 274123 -            | 2008 EX46                | 5 marzo 2008     | Mt. Lemmon Survey |
| 274124 -            | 2008 ET47                | 5 marzo 2008     | Spacewatch        |
| 274125 -            | 2008 EV47                | 5 marzo 2008     | Spacewatch        |
| 274126 -            | 2008 EN52                | 6 marzo 2008     | Spacewatch        |
| 274127 -            | 2008 ER54                | 6 marzo 2008     | Spacewatch        |
| 274128 -            | 2008 EB60                | 8 marzo 2008     | CSS               |
| 274129 -            | 2008 EF89                | 8 marzo 2008     | LINEAR            |
| 274130 -            | 2008 EZ96                | 7 marzo 2008     | CSS               |
| 274131 -            | 2008 EE121               | 9 marzo 2008     | Spacewatch        |
| 274132 -            | 2008 EF132               | 11 marzo 2008    | Spacewatch        |
| 274133 -            | 2008 EA139               | 11 marzo 2008    | Spacewatch        |
| 274134 -            | 2008 EU151               | 9 marzo 2008     | Spacewatch        |
| 274135 -            | 2008 FN4                 | 25 marzo 2008    | Spacewatch        |
| 274136 -            | 2008 FP5                 | 28 marzo 2008    | Tozzi, F.         |
| 274137 Angelaglinos | 2008 FC6                 | 28 marzo 2008    | Jarnac            |
| 274138 -            | 2008 FU6                 | 29 marzo 2008    | CSS               |
| 274139 -            | 2008 FE15                | 26 marzo 2008    | Spacewatch        |
| 274140 -            | 2008 FS25                | 27 marzo 2008    | Spacewatch        |
| 274141 -            | 2008 FV50                | 28 marzo 2008    | Spacewatch        |
| 274142 -            | 2008 FW54                | 28 marzo 2008    | Mt. Lemmon Survey |
| 274143 -            | 2008 FF56                | 28 marzo 2008    | Mt. Lemmon Survey |
| 274144 -            | 2008 FP60                | 29 marzo 2008    | CSS               |
| 274145 -            | 2008 FX65                | 28 marzo 2008    | Mt. Lemmon Survey |
| 274146 -            | 2008 FD66                | 28 marzo 2008    | Spacewatch        |
| 274147 -            | 2008 FE66                | 28 marzo 2008    | Spacewatch        |
| 274148 -            | 2008 FU66                | 28 marzo 2008    | Spacewatch        |
| 274149 -            | 2008 FA67                | 28 marzo 2008    | Spacewatch        |
| 274150 -            | 2008 FK68                | 28 marzo 2008    | Mt. Lemmon Survey |
| 274151 -            | 2008 FS70                | 28 marzo 2008    | Spacewatch        |
| 274152 -            | 2008 FB76                | 31 marzo 2008    | Mt. Lemmon Survey |
| 274153 -            | 2008 FX76                | 27 marzo 2008    | Spacewatch        |
| 274154 -            | 2008 FJ97                | 30 marzo 2008    | Spacewatch        |
| 274155 -            | 2008 FH102               | 30 marzo 2008    | Spacewatch        |
| 274156 -            | 2008 FH103               | 30 marzo 2008    | Spacewatch        |
| 274157 -            | 2008 FS103               | 30 marzo 2008    | Spacewatch        |
| 274158 -            | 2008 FY104               | 30 marzo 2008    | Spacewatch        |
| 274159 -            | 2008 FM105               | 31 marzo 2008    | Spacewatch        |
| 274160 -            | 2008 FR113               | 31 marzo 2008    | Spacewatch        |
| 274161 -            | 2008 FA116               | 31 marzo 2008    | Mt. Lemmon Survey |
| 274162 -            | 2008 FH124               | 29 marzo 2008    | Spacewatch        |
| 274163 -            | 2008 FK125               | 31 marzo 2008    | Spacewatch        |
| 274164 -            | 2008 FX126               | 31 marzo 2008    | Spacewatch        |
| 274165 -            | 2008 FU128               | 29 marzo 2008    | Mt. Lemmon Survey |
| 274166 -            | 2008 FL129               | 30 marzo 2008    | Spacewatch        |
| 274167 -            | 2008 FH130               | 29 marzo 2008    | Spacewatch        |
| 274168 -            | 2008 GZ11                | 1º aprile 2008   | Spacewatch        |
| 274169 -            | 2008 GB37                | 3 aprile 2008    | Mt. Lemmon Survey |
| 274170 -            | 2008 GB39                | 3 aprile 2008    | Spacewatch        |
| 274171 -            | 2008 GM47                | 4 aprile 2008    | Spacewatch        |
| 274172 -            | 2008 GZ47                | 4 aprile 2008    | Spacewatch        |
| 274173 -            | 2008 GT60                | 5 aprile 2008    | CSS               |
| 274174 -            | 2008 GT64                | 6 aprile 2008    | Spacewatch        |
| 274175 -            | 2008 GC65                | 6 aprile 2008    | Spacewatch        |
| 274176 -            | 2008 GW67                | 6 aprile 2008    | Spacewatch        |
| 274177 -            | 2008 GE69                | 6 aprile 2008    | Spacewatch        |
| 274178 -            | 2008 GJ69                | 6 aprile 2008    | Spacewatch        |
| 274179 -            | 2008 GZ69                | 6 aprile 2008    | Mt. Lemmon Survey |
| 274180 -            | 2008 GB70                | 6 aprile 2008    | Mt. Lemmon Survey |
| 274181 -            | 2008 GN79                | 7 aprile 2008    | Spacewatch        |
| 274182 -            | 2008 GA85                | 8 aprile 2008    | Mt. Lemmon Survey |
| 274183 -            | 2008 GT92                | 6 aprile 2008    | Mt. Lemmon Survey |
| 274184 -            | 2008 GX104               | 11 aprile 2008   | Spacewatch        |
| 274185 -            | 2008 GG115               | 11 aprile 2008   | Spacewatch        |
| 274186 -            | 2008 GH118               | 11 aprile 2008   | CSS               |
| 274187 -            | 2008 GG119               | 11 aprile 2008   | Spacewatch        |
| 274188 -            | 2008 GL125               | 14 aprile 2008   | Mt. Lemmon Survey |
| 274189 -            | 2008 GG131               | 7 aprile 2008    | Spacewatch        |
| 274190 -            | 2008 GB146               | 14 aprile 2008   | Spacewatch        |
| 274191 -            | 2008 HU3                 | 28 aprile 2008   | OAM               |
| 274192 -            | 2008 HT6                 | 24 aprile 2008   | Spacewatch        |
| 274193 -            | 2008 HX12                | 24 aprile 2008   | Spacewatch        |
| 274194 -            | 2008 HC14                | 25 aprile 2008   | Spacewatch        |
| 274195 -            | 2008 HX16                | 25 aprile 2008   | Spacewatch        |
| 274196 -            | 2008 HC21                | 26 aprile 2008   | Spacewatch        |
| 274197 -            | 2008 HE21                | 26 aprile 2008   | Spacewatch        |
| 274198 -            | 2008 HY22                | 27 aprile 2008   | Spacewatch        |
| 274199 -            | 2008 HC31                | 29 aprile 2008   | Spacewatch        |
| 274200 -            | 2008 HP33                | 26 aprile 2008   | Spacewatch        |

## 274201-274300
| Nome                 | Designazione provvisoria | Data di scoperta  | Scopritore               |
| -------------------- | ------------------------ | ----------------- | ------------------------ |
| 274201 -             | 2008 HY33                | 27 aprile 2008    | Spacewatch               |
| 274202 -             | 2008 HJ44                | 27 aprile 2008    | Mt. Lemmon Survey        |
| 274203 -             | 2008 HT44                | 28 aprile 2008    | Spacewatch               |
| 274204 -             | 2008 HX50                | 29 aprile 2008    | Spacewatch               |
| 274205 -             | 2008 HE52                | 29 aprile 2008    | Mt. Lemmon Survey        |
| 274206 -             | 2008 HF55                | 29 aprile 2008    | Spacewatch               |
| 274207 -             | 2008 HE58                | 30 aprile 2008    | Mt. Lemmon Survey        |
| 274208 -             | 2008 HF62                | 30 aprile 2008    | Spacewatch               |
| 274209 -             | 2008 HN65                | 30 aprile 2008    | Spacewatch               |
| 274210 -             | 2008 HV66                | 26 aprile 2008    | Spacewatch               |
| 274211 -             | 2008 HQ67                | 30 aprile 2008    | Mt. Lemmon Survey        |
| 274212 -             | 2008 JX                  | 1º maggio 2008    | Mt. Lemmon Survey        |
| 274213 Satriani      | 2008 JA6                 | 5 maggio 2008     | Merlin, J.-C.            |
| 274214 -             | 2008 JY6                 | 2 maggio 2008     | Spacewatch               |
| 274215 -             | 2008 JA7                 | 2 maggio 2008     | Spacewatch               |
| 274216 -             | 2008 JK16                | 3 maggio 2008     | Mt. Lemmon Survey        |
| 274217 -             | 2008 JO29                | 13 maggio 2008    | Mt. Lemmon Survey        |
| 274218 -             | 2008 JU30                | 11 maggio 2008    | Spacewatch               |
| 274219 -             | 2008 JB36                | 3 maggio 2008     | Mt. Lemmon Survey        |
| 274220 -             | 2008 JG36                | 3 maggio 2008     | Mt. Lemmon Survey        |
| 274221 -             | 2008 JY37                | 13 maggio 2008    | Mt. Lemmon Survey        |
| 274222 -             | 2008 JS40                | 15 maggio 2008    | Spacewatch               |
| 274223 -             | 2008 KV4                 | 27 maggio 2008    | Spacewatch               |
| 274224 -             | 2008 KU5                 | 28 maggio 2008    | Spacewatch               |
| 274225 -             | 2008 KR20                | 28 maggio 2008    | Mt. Lemmon Survey        |
| 274226 -             | 2008 KX30                | 29 maggio 2008    | Spacewatch               |
| 274227 -             | 2008 KF31                | 29 maggio 2008    | Spacewatch               |
| 274228 -             | 2008 KR31                | 29 maggio 2008    | Spacewatch               |
| 274229 -             | 2008 KL34                | 31 maggio 2008    | Mt. Lemmon Survey        |
| 274230 -             | 2008 KU36                | 29 maggio 2008    | Spacewatch               |
| 274231 -             | 2008 KJ40                | 29 maggio 2008    | Tozzi, F.                |
| 274232 -             | 2008 LL12                | 2 giugno 2008     | Dillon, W. G., Wells, D. |
| 274233 -             | 2008 LN15                | 9 giugno 2008     | Spacewatch               |
| 274234 -             | 2008 LO16                | 13 giugno 2008    | Calvin College           |
| 274235 -             | 2008 MJ2                 | 30 giugno 2008    | Spacewatch               |
| 274236 -             | 2008 MF5                 | 28 giugno 2008    | Siding Spring Survey     |
| 274237 -             | 2008 MG5                 | 28 giugno 2008    | Siding Spring Survey     |
| 274238 -             | 2008 NF1                 | 3 luglio 2008     | Ferrando, R.             |
| 274239 -             | 2008 NK1                 | 3 luglio 2008     | Tozzi, F.                |
| 274240 -             | 2008 NS2                 | 10 luglio 2008    | OAM                      |
| 274241 -             | 2008 NH5                 | 5 luglio 2008     | Siding Spring Survey     |
| 274242 -             | 2008 OW                  | 26 luglio 2008    | OAM                      |
| 274243 -             | 2008 OH3                 | 14 settembre 2004 | LONEOS                   |
| 274244 -             | 2008 OL3                 | 27 luglio 2008    | BATTeRS                  |
| 274245 -             | 2008 OS6                 | 26 luglio 2008    | Siding Spring Survey     |
| 274246 Reggiacaserta | 2008 OY9                 | 31 luglio 2008    | Casulli, V. S.           |
| 274247 -             | 2008 OJ11                | 31 luglio 2008    | OAM                      |
| 274248 -             | 2008 OO12                | 29 luglio 2008    | LINEAR                   |
| 274249 -             | 2008 OU13                | 29 luglio 2008    | OAM                      |
| 274250 -             | 2008 OH19                | 29 luglio 2008    | Spacewatch               |
| 274251 -             | 2008 OQ19                | 29 luglio 2008    | Spacewatch               |
| 274252 -             | 2008 OW19                | 29 luglio 2008    | Spacewatch               |
| 274253 -             | 2008 OD20                | 30 luglio 2008    | Spacewatch               |
| 274254 -             | 2008 OO20                | 29 luglio 2008    | Spacewatch               |
| 274255 -             | 2008 OS20                | 29 luglio 2008    | Spacewatch               |
| 274256 -             | 2008 OV20                | 29 luglio 2008    | Spacewatch               |
| 274257 -             | 2008 OY20                | 29 luglio 2008    | Spacewatch               |
| 274258 -             | 2008 OP21                | 30 luglio 2008    | Spacewatch               |
| 274259 -             | 2008 OZ23                | 31 luglio 2008    | Spacewatch               |
| 274260 -             | 2008 OH25                | 29 luglio 2008    | Spacewatch               |
| 274261 -             | 2008 PS                  | 1º agosto 2008    | Kugel, F.                |
| 274262 -             | 2008 PT                  | 1º agosto 2008    | Kugel, F.                |
| 274263 -             | 2008 PJ5                 | 5 agosto 2008     | OAM                      |
| 274264 Piccolomini   | 2008 PZ6                 | 5 agosto 2008     | Casulli, V. S.           |
| 274265 -             | 2008 PJ7                 | 5 agosto 2008     | OAM                      |
| 274266 -             | 2008 PB8                 | 5 agosto 2008     | OAM                      |
| 274267 -             | 2008 PG8                 | 6 agosto 2008     | OAM                      |
| 274268 -             | 2008 PQ9                 | 8 agosto 2008     | Kugel, F.                |
| 274269 -             | 2008 PM11                | 8 agosto 2008     | Broughton, J.            |
| 274270 -             | 2008 PP11                | 9 agosto 2008     | Broughton, J.            |
| 274271 -             | 2008 PZ11                | 10 agosto 2008    | Ferrando, R.             |
| 274272 -             | 2008 PC12                | 10 agosto 2008    | Ferrando, R.             |
| 274273 -             | 2008 PQ12                | 9 agosto 2008     | OAM                      |
| 274274 -             | 2008 PB13                | 10 agosto 2008    | OAM                      |
| 274275 -             | 2008 PG14                | 10 agosto 2008    | OAM                      |
| 274276 -             | 2008 PA16                | 8 agosto 2008     | Broughton, J.            |
| 274277 -             | 2008 PU18                | 5 agosto 2008     | Siding Spring Survey     |
| 274278 -             | 2008 PM20                | 6 agosto 2008     | Siding Spring Survey     |
| 274279 -             | 2008 PK21                | 6 agosto 2008     | Siding Spring Survey     |
| 274280 -             | 2008 PQ21                | 6 agosto 2008     | Siding Spring Survey     |
| 274281 -             | 2008 QK2                 | 24 agosto 2008    | OAM                      |
| 274282 -             | 2008 QW2                 | 24 agosto 2008    | Kocher, P.               |
| 274283 -             | 2008 QX2                 | 24 agosto 2008    | Kugel, F.                |
| 274284 -             | 2008 QM6                 | 25 agosto 2008    | Kugel, F.                |
| 274285 -             | 2008 QJ8                 | 25 agosto 2008    | OAM                      |
| 274286 -             | 2008 QB9                 | 25 agosto 2008    | OAM                      |
| 274287 -             | 2008 QO9                 | 25 agosto 2008    | OAM                      |
| 274288 -             | 2008 QC10                | 26 agosto 2008    | OAM                      |
| 274289 -             | 2008 QV12                | 26 agosto 2008    | OAM                      |
| 274290 -             | 2008 QX13                | 27 agosto 2008    | Sarneczky, K.            |
| 274291 -             | 2008 QF14                | 21 agosto 2008    | Spacewatch               |
| 274292 -             | 2008 QQ16                | 26 agosto 2008    | OAM                      |
| 274293 -             | 2008 QU16                | 26 agosto 2008    | OAM                      |
| 274294 -             | 2008 QR17                | 26 febbraio 2007  | Mt. Lemmon Survey        |
| 274295 -             | 2008 QN18                | 28 agosto 2008    | Ferrando, R.             |
| 274296 -             | 2008 QJ19                | 27 agosto 2008    | Klet                     |
| 274297 -             | 2008 QN19                | 29 agosto 2008    | Hoenig, S. F., Teamo, N. |
| 274298 -             | 2008 QL22                | 26 agosto 2008    | LINEAR                   |
| 274299 -             | 2008 QM22                | 26 agosto 2008    | LINEAR                   |
| 274300 UNESCO        | 2008 QG24                | 25 agosto 2008    | Andrushivka              |

## 274301-274400
| Nome               | Designazione provvisoria | Data di scoperta  | Scopritore               |
| ------------------ | ------------------------ | ----------------- | ------------------------ |
| 274301 Wikipedia   | 2008 QH24                | 25 agosto 2008    | Andrushivka              |
| 274302 Abaházi     | 2008 QD25                | 24 agosto 2008    | Sarneczky, K.            |
| 274303 -           | 2008 QW25                | 24 agosto 2008    | OAM                      |
| 274304 -           | 2008 QW33                | 27 agosto 2008    | OAM                      |
| 274305 -           | 2008 QE34                | 29 agosto 2008    | OAM                      |
| 274306 -           | 2008 QH36                | 22 agosto 2008    | Spacewatch               |
| 274307 -           | 2008 QX36                | 21 agosto 2008    | Spacewatch               |
| 274308 -           | 2008 QN37                | 21 agosto 2008    | Spacewatch               |
| 274309 -           | 2008 QX38                | 24 agosto 2008    | Spacewatch               |
| 274310 -           | 2008 QZ38                | 24 agosto 2008    | Spacewatch               |
| 274311 -           | 2008 QX39                | 25 agosto 2008    | OAM                      |
| 274312 -           | 2008 QH41                | 21 agosto 2008    | Spacewatch               |
| 274313 -           | 2008 QE42                | 23 agosto 2008    | Spacewatch               |
| 274314 -           | 2008 QC45                | 24 agosto 2008    | Spacewatch               |
| 274315 -           | 2008 QG45                | 26 agosto 2008    | LINEAR                   |
| 274316 -           | 2008 QB47                | 24 agosto 2008    | LINEAR                   |
| 274317 -           | 2008 QJ48                | 30 agosto 2008    | LINEAR                   |
| 274318 -           | 2008 RK                  | 1º settembre 2008 | Hoenig, S. F., Teamo, N. |
| 274319 -           | 2008 RG4                 | 2 settembre 2008  | Spacewatch               |
| 274320 -           | 2008 RQ4                 | 2 settembre 2008  | Spacewatch               |
| 274321 -           | 2008 RK5                 | 2 settembre 2008  | Spacewatch               |
| 274322 -           | 2008 RP5                 | 2 settembre 2008  | Spacewatch               |
| 274323 -           | 2008 RT5                 | 2 settembre 2008  | Spacewatch               |
| 274324 -           | 2008 RK8                 | 3 settembre 2008  | Spacewatch               |
| 274325 -           | 2008 RR9                 | 3 settembre 2008  | Spacewatch               |
| 274326 -           | 2008 RZ9                 | 3 settembre 2008  | Spacewatch               |
| 274327 -           | 2008 RS11                | 3 settembre 2008  | Spacewatch               |
| 274328 -           | 2008 RX11                | 3 settembre 2008  | Spacewatch               |
| 274329 -           | 2008 RC16                | 4 settembre 2008  | Spacewatch               |
| 274330 -           | 2008 RW16                | 4 settembre 2008  | Spacewatch               |
| 274331 -           | 2008 RF19                | 4 settembre 2008  | Spacewatch               |
| 274332 -           | 2008 RU20                | 4 settembre 2008  | Spacewatch               |
| 274333 Voznyukigor | 2008 RT21                | 2 settembre 2008  | Andrushivka              |
| 274334 Kyivplaniy  | 2008 RP22                | 3 settembre 2008  | Andrushivka              |
| 274335 -           | 2008 RW22                | 5 settembre 2008  | Young, J. W.             |
| 274336 -           | 2008 RF23                | 4 settembre 2008  | LINEAR                   |
| 274337 -           | 2008 RP25                | 5 settembre 2008  | Tucker, R. A.            |
| 274338 -           | 2008 RV29                | 2 settembre 2008  | Spacewatch               |
| 274339 -           | 2008 RE31                | 2 settembre 2008  | Spacewatch               |
| 274340 -           | 2008 RE32                | 2 settembre 2008  | Spacewatch               |
| 274341 -           | 2008 RS34                | 2 settembre 2008  | Spacewatch               |
| 274342 -           | 2008 RT34                | 2 settembre 2008  | Spacewatch               |
| 274343 -           | 2008 RH35                | 2 settembre 2008  | Spacewatch               |
| 274344 -           | 2008 RM35                | 2 settembre 2008  | Spacewatch               |
| 274345 -           | 2008 RC37                | 2 settembre 2008  | Spacewatch               |
| 274346 -           | 2008 RS37                | 2 settembre 2008  | Spacewatch               |
| 274347 -           | 2008 RU37                | 2 settembre 2008  | Spacewatch               |
| 274348 -           | 2008 RP38                | 2 settembre 2008  | Spacewatch               |
| 274349 -           | 2008 RP39                | 2 settembre 2008  | Spacewatch               |
| 274350 -           | 2008 RB40                | 2 settembre 2008  | Spacewatch               |
| 274351 -           | 2008 RD41                | 2 settembre 2008  | Spacewatch               |
| 274352 -           | 2008 RH41                | 2 settembre 2008  | Spacewatch               |
| 274353 -           | 2008 RA47                | 2 settembre 2008  | Spacewatch               |
| 274354 -           | 2008 RN47                | 2 settembre 2008  | OAM                      |
| 274355 -           | 2008 RL62                | 4 settembre 2008  | Spacewatch               |
| 274356 -           | 2008 RE63                | 4 settembre 2008  | Spacewatch               |
| 274357 -           | 2008 RN65                | 4 settembre 2008  | Spacewatch               |
| 274358 -           | 2008 RJ66                | 4 settembre 2008  | Spacewatch               |
| 274359 -           | 2008 RW66                | 4 settembre 2008  | Spacewatch               |
| 274360 -           | 2008 RM68                | 4 settembre 2008  | Spacewatch               |
| 274361 -           | 2008 RY68                | 4 settembre 2008  | Spacewatch               |
| 274362 -           | 2008 RH69                | 4 settembre 2008  | Spacewatch               |
| 274363 -           | 2008 RZ69                | 5 settembre 2008  | Spacewatch               |
| 274364 -           | 2008 RP71                | 6 settembre 2008  | Mt. Lemmon Survey        |
| 274365 -           | 2008 RD72                | 6 settembre 2008  | Mt. Lemmon Survey        |
| 274366 -           | 2008 RP72                | 6 settembre 2008  | Mt. Lemmon Survey        |
| 274367 -           | 2008 RW72                | 6 settembre 2008  | Mt. Lemmon Survey        |
| 274368 -           | 2008 RH74                | 6 settembre 2008  | CSS                      |
| 274369 -           | 2008 RL75                | 6 settembre 2008  | CSS                      |
| 274370 -           | 2008 RC76                | 16 dicembre 1999  | Spacewatch               |
| 274371 -           | 2008 RF77                | 6 settembre 2008  | CSS                      |
| 274372 -           | 2008 RK77                | 6 settembre 2008  | CSS                      |
| 274373 -           | 2008 RU77                | 7 settembre 2008  | Mt. Lemmon Survey        |
| 274374 -           | 2008 RP78                | 5 settembre 2008  | Spacewatch               |
| 274375 -           | 2008 RS80                | 3 settembre 2008  | Spacewatch               |
| 274376 -           | 2008 RF86                | 5 settembre 2008  | Spacewatch               |
| 274377 -           | 2008 RP89                | 5 settembre 2008  | Spacewatch               |
| 274378 -           | 2008 RH95                | 7 settembre 2008  | CSS                      |
| 274379 -           | 2008 RX95                | 7 settembre 2008  | CSS                      |
| 274380 -           | 2008 RT99                | 2 settembre 2008  | Spacewatch               |
| 274381 -           | 2008 RA100               | 2 settembre 2008  | Spacewatch               |
| 274382 -           | 2008 RE100               | 2 settembre 2008  | Spacewatch               |
| 274383 -           | 2008 RU100               | 5 settembre 2008  | Spacewatch               |
| 274384 -           | 2008 RU104               | 6 settembre 2008  | CSS                      |
| 274385 -           | 2008 RC105               | 6 settembre 2008  | CSS                      |
| 274386 -           | 2008 RY106               | 7 settembre 2008  | CSS                      |
| 274387 -           | 2008 RE107               | 7 settembre 2008  | Mt. Lemmon Survey        |
| 274388 -           | 2008 RH107               | 7 settembre 2008  | Mt. Lemmon Survey        |
| 274389 -           | 2008 RS107               | 9 settembre 2008  | Bickel, W.               |
| 274390 -           | 2008 RB109               | 2 settembre 2008  | Spacewatch               |
| 274391 -           | 2008 RT109               | 2 settembre 2008  | Spacewatch               |
| 274392 -           | 2008 RG110               | 3 settembre 2008  | Spacewatch               |
| 274393 -           | 2008 RN112               | 5 settembre 2008  | Spacewatch               |
| 274394 -           | 2008 RD113               | 5 settembre 2008  | Spacewatch               |
| 274395 -           | 2008 RY113               | 6 settembre 2008  | Spacewatch               |
| 274396 -           | 2008 RF114               | 6 settembre 2008  | Mt. Lemmon Survey        |
| 274397 -           | 2008 RB115               | 6 settembre 2008  | Mt. Lemmon Survey        |
| 274398 -           | 2008 RY121               | 3 settembre 2008  | Spacewatch               |
| 274399 -           | 2008 RQ122               | 4 settembre 2008  | Spacewatch               |
| 274400 -           | 2008 RP124               | 6 settembre 2008  | Spacewatch               |

## 274401-274500
| Nome         | Designazione provvisoria | Data di scoperta  | Scopritore        |
| ------------ | ------------------------ | ----------------- | ----------------- |
| 274401 -     | 2008 RW124               | 6 settembre 2008  | Spacewatch        |
| 274402 -     | 2008 RW125               | 9 settembre 2008  | Mt. Lemmon Survey |
| 274403 -     | 2008 RH128               | 7 settembre 2008  | Mt. Lemmon Survey |
| 274404 -     | 2008 RT128               | 4 settembre 2008  | Spacewatch        |
| 274405 -     | 2008 RV130               | 4 settembre 2008  | Spacewatch        |
| 274406 -     | 2008 RD134               | 6 settembre 2008  | CSS               |
| 274407 -     | 2008 RN134               | 7 settembre 2008  | CSS               |
| 274408 -     | 2008 RU138               | 6 settembre 2008  | CSS               |
| 274409 -     | 2008 RU140               | 9 settembre 2008  | Mt. Lemmon Survey |
| 274410 -     | 2008 RG141               | 6 settembre 2008  | CSS               |
| 274411 -     | 2008 RF144               | 2 settembre 2008  | Spacewatch        |
| 274412 -     | 2008 RH145               | 2 settembre 2008  | Spacewatch        |
| 274413 -     | 2008 SC3                 | 22 settembre 2008 | LINEAR            |
| 274414 -     | 2008 SL4                 | 22 settembre 2008 | LINEAR            |
| 274415 -     | 2008 SB5                 | 22 settembre 2008 | LINEAR            |
| 274416 -     | 2008 SE7                 | 22 settembre 2008 | Tozzi, F.         |
| 274417 -     | 2008 SN10                | 22 settembre 2008 | LINEAR            |
| 274418 -     | 2008 SS10                | 22 settembre 2008 | LINEAR            |
| 274419 -     | 2008 SQ12                | 20 settembre 2008 | Mt. Lemmon Survey |
| 274420 -     | 2008 SP13                | 19 settembre 2008 | Spacewatch        |
| 274421 -     | 2008 SN15                | 19 settembre 2008 | Spacewatch        |
| 274422 -     | 2008 SN17                | 19 settembre 2008 | Spacewatch        |
| 274423 -     | 2008 SP17                | 19 settembre 2008 | Spacewatch        |
| 274424 -     | 2008 SY20                | 19 settembre 2008 | Spacewatch        |
| 274425 -     | 2008 SA21                | 19 settembre 2008 | Spacewatch        |
| 274426 -     | 2008 SY27                | 19 settembre 2008 | Spacewatch        |
| 274427 -     | 2008 SE29                | 19 settembre 2008 | Spacewatch        |
| 274428 -     | 2008 SX29                | 19 settembre 2008 | Spacewatch        |
| 274429 -     | 2008 SA30                | 19 settembre 2008 | Spacewatch        |
| 274430 -     | 2008 SF31                | 20 settembre 2008 | CSS               |
| 274431 -     | 2008 SJ31                | 20 settembre 2008 | Spacewatch        |
| 274432 -     | 2008 SK31                | 20 settembre 2008 | Spacewatch        |
| 274433 -     | 2008 SZ35                | 20 settembre 2008 | Spacewatch        |
| 274434 -     | 2008 SP36                | 20 settembre 2008 | Mt. Lemmon Survey |
| 274435 -     | 2008 SR37                | 20 settembre 2008 | Spacewatch        |
| 274436 -     | 2008 SC39                | 20 settembre 2008 | Spacewatch        |
| 274437 -     | 2008 SG39                | 20 settembre 2008 | Spacewatch        |
| 274438 -     | 2008 SM41                | 20 settembre 2008 | CSS               |
| 274439 -     | 2008 SS43                | 20 settembre 2008 | Spacewatch        |
| 274440 -     | 2008 SQ44                | 20 settembre 2008 | Mt. Lemmon Survey |
| 274441 -     | 2008 SZ44                | 20 settembre 2008 | Spacewatch        |
| 274442 -     | 2008 SP45                | 20 settembre 2008 | Spacewatch        |
| 274443 -     | 2008 SH47                | 20 settembre 2008 | Spacewatch        |
| 274444 -     | 2008 SR47                | 20 settembre 2008 | CSS               |
| 274445 -     | 2008 SC48                | 20 settembre 2008 | Mt. Lemmon Survey |
| 274446 -     | 2008 ST48                | 20 settembre 2008 | Mt. Lemmon Survey |
| 274447 -     | 2008 SJ49                | 20 settembre 2008 | Mt. Lemmon Survey |
| 274448 -     | 2008 SY49                | 20 settembre 2008 | Mt. Lemmon Survey |
| 274449 -     | 2008 SP50                | 20 settembre 2008 | Mt. Lemmon Survey |
| 274450 -     | 2008 SF52                | 20 settembre 2008 | Mt. Lemmon Survey |
| 274451 -     | 2008 SK52                | 20 settembre 2008 | Mt. Lemmon Survey |
| 274452 -     | 2008 SM53                | 20 settembre 2008 | Mt. Lemmon Survey |
| 274453 -     | 2008 SX55                | 20 settembre 2008 | Spacewatch        |
| 274454 -     | 2008 SE57                | 20 settembre 2008 | Spacewatch        |
| 274455 -     | 2008 SZ58                | 20 settembre 2008 | Spacewatch        |
| 274456 -     | 2008 SZ60                | 20 settembre 2008 | CSS               |
| 274457 -     | 2008 SA62                | 21 settembre 2008 | Spacewatch        |
| 274458 -     | 2008 SR63                | 21 settembre 2008 | Spacewatch        |
| 274459 -     | 2008 SX64                | 21 settembre 2008 | Mt. Lemmon Survey |
| 274460 -     | 2008 SG65                | 21 settembre 2008 | Mt. Lemmon Survey |
| 274461 -     | 2008 SB66                | 21 settembre 2008 | Mt. Lemmon Survey |
| 274462 -     | 2008 SQ67                | 21 settembre 2008 | Spacewatch        |
| 274463 -     | 2008 ST67                | 21 settembre 2008 | CSS               |
| 274464 -     | 2008 SZ68                | 22 settembre 2008 | Spacewatch        |
| 274465 -     | 2008 SS69                | 22 settembre 2008 | Mt. Lemmon Survey |
| 274466 -     | 2008 SU69                | 22 settembre 2008 | Spacewatch        |
| 274467 -     | 2008 SJ79                | 23 settembre 2008 | Mt. Lemmon Survey |
| 274468 -     | 2008 SL80                | 23 settembre 2008 | CSS               |
| 274469 -     | 2008 SR81                | 23 settembre 2008 | Kocher, P.        |
| 274470 -     | 2008 SM82                | 22 settembre 2008 | Teamo, N.         |
| 274471 -     | 2008 SX82                | 26 settembre 2008 | BATTeRS           |
| 274472 Pietà | 2008 SV83                | 28 settembre 2008 | Casulli, V. S.    |
| 274473 -     | 2008 SL87                | 20 settembre 2008 | Spacewatch        |
| 274474 -     | 2008 SP89                | 21 settembre 2008 | Spacewatch        |
| 274475 -     | 2008 SY90                | 21 settembre 2008 | Spacewatch        |
| 274476 -     | 2008 SJ93                | 21 settembre 2008 | Spacewatch        |
| 274477 -     | 2008 ST95                | 21 settembre 2008 | Spacewatch        |
| 274478 -     | 2008 SR96                | 21 settembre 2008 | Spacewatch        |
| 274479 -     | 2008 SG100               | 21 settembre 2008 | Spacewatch        |
| 274480 -     | 2008 SX100               | 21 settembre 2008 | Spacewatch        |
| 274481 -     | 2008 SH101               | 21 settembre 2008 | Spacewatch        |
| 274482 -     | 2008 SC102               | 21 settembre 2008 | Spacewatch        |
| 274483 -     | 2008 SE102               | 21 settembre 2008 | Spacewatch        |
| 274484 -     | 2008 SP104               | 21 settembre 2008 | Spacewatch        |
| 274485 -     | 2008 SU104               | 21 settembre 2008 | Spacewatch        |
| 274486 -     | 2008 SZ104               | 21 settembre 2008 | Spacewatch        |
| 274487 -     | 2008 SQ109               | 22 settembre 2008 | Spacewatch        |
| 274488 -     | 2008 SU109               | 22 settembre 2008 | Spacewatch        |
| 274489 -     | 2008 SD111               | 22 settembre 2008 | Spacewatch        |
| 274490 -     | 2008 SY115               | 22 settembre 2008 | Spacewatch        |
| 274491 -     | 2008 SF116               | 22 settembre 2008 | Spacewatch        |
| 274492 -     | 2008 SJ116               | 22 settembre 2008 | Spacewatch        |
| 274493 -     | 2008 SM118               | 22 settembre 2008 | Mt. Lemmon Survey |
| 274494 -     | 2008 SN124               | 22 settembre 2008 | Mt. Lemmon Survey |
| 274495 -     | 2008 SD125               | 22 settembre 2008 | Mt. Lemmon Survey |
| 274496 -     | 2008 SA128               | 22 settembre 2008 | Spacewatch        |
| 274497 -     | 2008 SE129               | 22 settembre 2008 | Spacewatch        |
| 274498 -     | 2008 SD132               | 22 settembre 2008 | Spacewatch        |
| 274499 -     | 2008 SJ132               | 22 settembre 2008 | Spacewatch        |
| 274500 -     | 2008 SZ133               | 23 settembre 2008 | Spacewatch        |

## 274501-274600
| Nome     | Designazione provvisoria | Data di scoperta  | Scopritore               |
| -------- | ------------------------ | ----------------- | ------------------------ |
| 274501 - | 2008 ST135               | 23 settembre 2008 | Mt. Lemmon Survey        |
| 274502 - | 2008 SF137               | 23 settembre 2008 | CSS                      |
| 274503 - | 2008 SC139               | 23 settembre 2008 | Spacewatch               |
| 274504 - | 2008 SU140               | 24 settembre 2008 | Mt. Lemmon Survey        |
| 274505 - | 2008 SP142               | 24 settembre 2008 | Mt. Lemmon Survey        |
| 274506 - | 2008 SV144               | 25 settembre 2008 | Spacewatch               |
| 274507 - | 2008 SP147               | 25 settembre 2008 | Bickel, W.               |
| 274508 - | 2008 SA150               | 29 settembre 2008 | Kugel, F.                |
| 274509 - | 2008 SK153               | 22 settembre 2008 | LINEAR                   |
| 274510 - | 2008 SG155               | 23 settembre 2008 | LINEAR                   |
| 274511 - | 2008 SW158               | 24 settembre 2008 | LINEAR                   |
| 274512 - | 2008 SP159               | 24 settembre 2008 | LINEAR                   |
| 274513 - | 2008 SE160               | 24 settembre 2008 | LINEAR                   |
| 274514 - | 2008 SA161               | 28 settembre 2008 | LINEAR                   |
| 274515 - | 2008 SO161               | 28 settembre 2008 | LINEAR                   |
| 274516 - | 2008 SF162               | 28 settembre 2008 | LINEAR                   |
| 274517 - | 2008 ST163               | 28 settembre 2008 | LINEAR                   |
| 274518 - | 2008 SB167               | 28 settembre 2008 | LINEAR                   |
| 274519 - | 2008 SV172               | 22 settembre 2008 | Spacewatch               |
| 274520 - | 2008 SN178               | 23 settembre 2008 | Siding Spring Survey     |
| 274521 - | 2008 SA183               | 24 settembre 2008 | Mt. Lemmon Survey        |
| 274522 - | 2008 SC189               | 25 settembre 2008 | Mt. Lemmon Survey        |
| 274523 - | 2008 SK189               | 25 settembre 2008 | Spacewatch               |
| 274524 - | 2008 SF196               | 25 settembre 2008 | Spacewatch               |
| 274525 - | 2008 SY200               | 26 settembre 2008 | Spacewatch               |
| 274526 - | 2008 ST204               | 26 settembre 2008 | Spacewatch               |
| 274527 - | 2008 SK205               | 26 settembre 2008 | Spacewatch               |
| 274528 - | 2008 SH207               | 26 settembre 2008 | Bickel, W.               |
| 274529 - | 2008 SN213               | 29 settembre 2008 | Spacewatch               |
| 274530 - | 2008 SN217               | 29 settembre 2008 | Spacewatch               |
| 274531 - | 2008 SJ219               | 30 settembre 2008 | OAM                      |
| 274532 - | 2008 SD220               | 30 settembre 2008 | OAM                      |
| 274533 - | 2008 SJ228               | 28 settembre 2008 | Mt. Lemmon Survey        |
| 274534 - | 2008 SN229               | 28 settembre 2008 | Mt. Lemmon Survey        |
| 274535 - | 2008 SA236               | 29 settembre 2008 | Kugel, F.                |
| 274536 - | 2008 SD236               | 29 settembre 2008 | Spacewatch               |
| 274537 - | 2008 SO236               | 29 settembre 2008 | Spacewatch               |
| 274538 - | 2008 SR236               | 29 settembre 2008 | Spacewatch               |
| 274539 - | 2008 SR237               | 29 settembre 2008 | CSS                      |
| 274540 - | 2008 SU239               | 29 settembre 2008 | Spacewatch               |
| 274541 - | 2008 SL246               | 30 settembre 2008 | OAM                      |
| 274542 - | 2008 SN246               | 30 settembre 2008 | OAM                      |
| 274543 - | 2008 SJ248               | 20 settembre 2008 | Spacewatch               |
| 274544 - | 2008 SD249               | 21 settembre 2008 | CSS                      |
| 274545 - | 2008 SN249               | 22 settembre 2008 | Spacewatch               |
| 274546 - | 2008 SF250               | 23 settembre 2008 | Mt. Lemmon Survey        |
| 274547 - | 2008 SO250               | 23 settembre 2008 | Spacewatch               |
| 274548 - | 2008 SA255               | 23 settembre 2008 | Mt. Lemmon Survey        |
| 274549 - | 2008 SK255               | 24 settembre 2008 | Mt. Lemmon Survey        |
| 274550 - | 2008 SL255               | 24 settembre 2008 | Mt. Lemmon Survey        |
| 274551 - | 2008 ST256               | 21 settembre 2008 | Mt. Lemmon Survey        |
| 274552 - | 2008 SC257               | 21 settembre 2008 | Siding Spring Survey     |
| 274553 - | 2008 SS257               | 22 settembre 2008 | Spacewatch               |
| 274554 - | 2008 SG265               | 26 settembre 2008 | Spacewatch               |
| 274555 - | 2008 SZ266               | 22 settembre 2008 | Spacewatch               |
| 274556 - | 2008 SL269               | 22 settembre 2008 | Mt. Lemmon Survey        |
| 274557 - | 2008 SO269               | 22 settembre 2008 | Mt. Lemmon Survey        |
| 274558 - | 2008 SM270               | 24 settembre 2008 | Spacewatch               |
| 274559 - | 2008 SH272               | 22 settembre 2008 | Mt. Lemmon Survey        |
| 274560 - | 2008 SN273               | 25 settembre 2008 | Mt. Lemmon Survey        |
| 274561 - | 2008 SF276               | 23 settembre 2008 | Mt. Lemmon Survey        |
| 274562 - | 2008 SO278               | 22 settembre 2008 | Mt. Lemmon Survey        |
| 274563 - | 2008 SU284               | 24 settembre 2008 | Spacewatch               |
| 274564 - | 2008 SG285               | 19 settembre 2008 | Spacewatch               |
| 274565 - | 2008 SS288               | 24 settembre 2008 | Mt. Lemmon Survey        |
| 274566 - | 2008 SR291               | 24 settembre 2008 | CSS                      |
| 274567 - | 2008 SX291               | 24 settembre 2008 | CSS                      |
| 274568 - | 2008 SU292               | 22 settembre 2008 | CSS                      |
| 274569 - | 2008 SE297               | 28 settembre 2008 | CSS                      |
| 274570 - | 2008 SE298               | 20 settembre 2008 | Spacewatch               |
| 274571 - | 2008 SZ298               | 22 settembre 2008 | LINEAR                   |
| 274572 - | 2008 SD299               | 22 settembre 2008 | LINEAR                   |
| 274573 - | 2008 SR302               | 24 settembre 2008 | LINEAR                   |
| 274574 - | 2008 SX303               | 24 settembre 2008 | Spacewatch               |
| 274575 - | 2008 SD304               | 24 settembre 2008 | Mt. Lemmon Survey        |
| 274576 - | 2008 SU306               | 29 settembre 2008 | Mt. Lemmon Survey        |
| 274577 - | 2008 SJ307               | 29 settembre 2008 | LINEAR                   |
| 274578 - | 2008 SN308               | 30 settembre 2008 | LINEAR                   |
| 274579 - | 2008 SB309               | 22 settembre 2008 | LINEAR                   |
| 274580 - | 2008 TU                  | 1º ottobre 2008   | Hoenig, S. F., Teamo, N. |
| 274581 - | 2008 TZ4                 | 1º ottobre 2008   | OAM                      |
| 274582 - | 2008 TC6                 | 3 ottobre 2008    | OAM                      |
| 274583 - | 2008 TF7                 | 3 ottobre 2008    | OAM                      |
| 274584 - | 2008 TN7                 | 3 ottobre 2008    | OAM                      |
| 274585 - | 2008 TQ7                 | 3 ottobre 2008    | OAM                      |
| 274586 - | 2008 TW7                 | 4 ottobre 2008    | OAM                      |
| 274587 - | 2008 TC8                 | 4 ottobre 2008    | OAM                      |
| 274588 - | 2008 TY10                | 9 ottobre 2008    | CSS                      |
| 274589 - | 2008 TX11                | 1º ottobre 2008   | Mt. Lemmon Survey        |
| 274590 - | 2008 TN18                | 1º ottobre 2008   | Mt. Lemmon Survey        |
| 274591 - | 2008 TE26                | 9 ottobre 2008    | Hobart, J.               |
| 274592 - | 2008 TR27                | 1º ottobre 2008   | OAM                      |
| 274593 - | 2008 TU28                | 1º ottobre 2008   | CSS                      |
| 274594 - | 2008 TF29                | 1º ottobre 2008   | Mt. Lemmon Survey        |
| 274595 - | 2008 TV29                | 1º ottobre 2008   | Mt. Lemmon Survey        |
| 274596 - | 2008 TY29                | 1º ottobre 2008   | Mt. Lemmon Survey        |
| 274597 - | 2008 TO30                | 1º ottobre 2008   | Spacewatch               |
| 274598 - | 2008 TE33                | 16 aprile 2001    | Spacewatch               |
| 274599 - | 2008 TR34                | 1º ottobre 2008   | Mt. Lemmon Survey        |
| 274600 - | 2008 TF35                | 1º ottobre 2008   | Mt. Lemmon Survey        |

## 274601-274700
| Nome     | Designazione provvisoria | Data di scoperta | Scopritore        |
| -------- | ------------------------ | ---------------- | ----------------- |
| 274601 - | 2008 TV36                | 1º ottobre 2008  | CSS               |
| 274602 - | 2008 TS37                | 1º ottobre 2008  | Mt. Lemmon Survey |
| 274603 - | 2008 TD43                | 1º ottobre 2008  | Mt. Lemmon Survey |
| 274604 - | 2008 TV45                | 1º ottobre 2008  | Spacewatch        |
| 274605 - | 2008 TG47                | 1º ottobre 2008  | Spacewatch        |
| 274606 - | 2008 TO48                | 2 ottobre 2008   | Spacewatch        |
| 274607 - | 2008 TD49                | 2 ottobre 2008   | Spacewatch        |
| 274608 - | 2008 TO54                | 2 ottobre 2008   | Spacewatch        |
| 274609 - | 2008 TE55                | 2 ottobre 2008   | Spacewatch        |
| 274610 - | 2008 TS56                | 2 ottobre 2008   | Spacewatch        |
| 274611 - | 2008 TM57                | 2 ottobre 2008   | Spacewatch        |
| 274612 - | 2008 TH58                | 2 ottobre 2008   | Spacewatch        |
| 274613 - | 2008 TJ59                | 2 ottobre 2008   | Spacewatch        |
| 274614 - | 2008 TK59                | 2 ottobre 2008   | Spacewatch        |
| 274615 - | 2008 TM59                | 2 ottobre 2008   | Spacewatch        |
| 274616 - | 2008 TN60                | 2 ottobre 2008   | Mt. Lemmon Survey |
| 274617 - | 2008 TN62                | 2 ottobre 2008   | Spacewatch        |
| 274618 - | 2008 TJ63                | 2 ottobre 2008   | Spacewatch        |
| 274619 - | 2008 TQ63                | 2 ottobre 2008   | Spacewatch        |
| 274620 - | 2008 TN66                | 2 ottobre 2008   | Spacewatch        |
| 274621 - | 2008 TH68                | 2 ottobre 2008   | Spacewatch        |
| 274622 - | 2008 TJ72                | 2 ottobre 2008   | Mt. Lemmon Survey |
| 274623 - | 2008 TG74                | 2 ottobre 2008   | Spacewatch        |
| 274624 - | 2008 TP74                | 2 ottobre 2008   | Spacewatch        |
| 274625 - | 2008 TP75                | 2 ottobre 2008   | Spacewatch        |
| 274626 - | 2008 TD77                | 2 ottobre 2008   | Mt. Lemmon Survey |
| 274627 - | 2008 TE82                | 2 ottobre 2008   | Mt. Lemmon Survey |
| 274628 - | 2008 TP82                | 3 ottobre 2008   | OAM               |
| 274629 - | 2008 TL84                | 3 ottobre 2008   | Spacewatch        |
| 274630 - | 2008 TE86                | 3 ottobre 2008   | Mt. Lemmon Survey |
| 274631 - | 2008 TV86                | 3 ottobre 2008   | Spacewatch        |
| 274632 - | 2008 TO87                | 3 ottobre 2008   | Spacewatch        |
| 274633 - | 2008 TF88                | 3 ottobre 2008   | Spacewatch        |
| 274634 - | 2008 TM88                | 3 ottobre 2008   | Spacewatch        |
| 274635 - | 2008 TU93                | 5 ottobre 2008   | OAM               |
| 274636 - | 2008 TA101               | 6 ottobre 2008   | Spacewatch        |
| 274637 - | 2008 TZ106               | 6 ottobre 2008   | Mt. Lemmon Survey |
| 274638 - | 2008 TN111               | 6 ottobre 2008   | CSS               |
| 274639 - | 2008 TQ111               | 6 ottobre 2008   | CSS               |
| 274640 - | 2008 TY112               | 6 ottobre 2008   | Spacewatch        |
| 274641 - | 2008 TD116               | 6 ottobre 2008   | CSS               |
| 274642 - | 2008 TD118               | 6 ottobre 2008   | Spacewatch        |
| 274643 - | 2008 TT120               | 7 ottobre 2008   | Mt. Lemmon Survey |
| 274644 - | 2008 TC125               | 8 ottobre 2008   | Mt. Lemmon Survey |
| 274645 - | 2008 TQ130               | 8 ottobre 2008   | Mt. Lemmon Survey |
| 274646 - | 2008 TK133               | 8 ottobre 2008   | Mt. Lemmon Survey |
| 274647 - | 2008 TN135               | 8 ottobre 2008   | Spacewatch        |
| 274648 - | 2008 TK140               | 9 ottobre 2008   | Spacewatch        |
| 274649 - | 2008 TR141               | 9 ottobre 2008   | Mt. Lemmon Survey |
| 274650 - | 2008 TU142               | 9 ottobre 2008   | Mt. Lemmon Survey |
| 274651 - | 2008 TF149               | 9 ottobre 2008   | Mt. Lemmon Survey |
| 274652 - | 2008 TB151               | 9 ottobre 2008   | Mt. Lemmon Survey |
| 274653 - | 2008 TH151               | 9 ottobre 2008   | Mt. Lemmon Survey |
| 274654 - | 2008 TJ151               | 9 ottobre 2008   | Mt. Lemmon Survey |
| 274655 - | 2008 TL151               | 9 ottobre 2008   | Mt. Lemmon Survey |
| 274656 - | 2008 TO151               | 9 ottobre 2008   | Mt. Lemmon Survey |
| 274657 - | 2008 TK152               | 9 ottobre 2008   | Mt. Lemmon Survey |
| 274658 - | 2008 TY156               | 2 ottobre 2008   | Spacewatch        |
| 274659 - | 2008 TV157               | 4 ottobre 2008   | CSS               |
| 274660 - | 2008 TL165               | 2 ottobre 2008   | Mt. Lemmon Survey |
| 274661 - | 2008 TT168               | 3 ottobre 2008   | Mt. Lemmon Survey |
| 274662 - | 2008 TU168               | 3 ottobre 2008   | Mt. Lemmon Survey |
| 274663 - | 2008 TY170               | 9 ottobre 2008   | Mt. Lemmon Survey |
| 274664 - | 2008 TC171               | 9 ottobre 2008   | CSS               |
| 274665 - | 2008 TA172               | 8 ottobre 2008   | CSS               |
| 274666 - | 2008 TG174               | 2 ottobre 2008   | Spacewatch        |
| 274667 - | 2008 TP175               | 9 ottobre 2008   | Spacewatch        |
| 274668 - | 2008 TG177               | 1º ottobre 2008  | CSS               |
| 274669 - | 2008 TH177               | 1º ottobre 2008  | CSS               |
| 274670 - | 2008 TL177               | 9 ottobre 2008   | CSS               |
| 274671 - | 2008 TG182               | 1º ottobre 2008  | CSS               |
| 274672 - | 2008 TX185               | 7 ottobre 2008   | Spacewatch        |
| 274673 - | 2008 TA186               | 7 ottobre 2008   | Tucker, R. A.     |
| 274674 - | 2008 TR187               | 8 ottobre 2008   | CSS               |
| 274675 - | 2008 UZ7                 | 17 ottobre 2008  | Spacewatch        |
| 274676 - | 2008 UA8                 | 17 ottobre 2008  | Spacewatch        |
| 274677 - | 2008 UP8                 | 17 ottobre 2008  | Spacewatch        |
| 274678 - | 2008 UD11                | 17 ottobre 2008  | Spacewatch        |
| 274679 - | 2008 UO11                | 17 ottobre 2008  | Spacewatch        |
| 274680 - | 2008 UL12                | 17 ottobre 2008  | Spacewatch        |
| 274681 - | 2008 UD14                | 17 ottobre 2008  | Spacewatch        |
| 274682 - | 2008 US14                | 18 ottobre 2008  | Spacewatch        |
| 274683 - | 2008 UA20                | 19 ottobre 2008  | Spacewatch        |
| 274684 - | 2008 UX24                | 20 ottobre 2008  | Mt. Lemmon Survey |
| 274685 - | 2008 UZ28                | 20 ottobre 2008  | Spacewatch        |
| 274686 - | 2008 UZ29                | 20 ottobre 2008  | Spacewatch        |
| 274687 - | 2008 UG32                | 20 ottobre 2008  | Spacewatch        |
| 274688 - | 2008 UB45                | 20 ottobre 2008  | Mt. Lemmon Survey |
| 274689 - | 2008 UH48                | 20 ottobre 2008  | Mt. Lemmon Survey |
| 274690 - | 2008 UV48                | 20 ottobre 2008  | Spacewatch        |
| 274691 - | 2008 UA50                | 20 ottobre 2008  | Mt. Lemmon Survey |
| 274692 - | 2008 UB50                | 20 ottobre 2008  | Mt. Lemmon Survey |
| 274693 - | 2008 UD52                | 20 ottobre 2008  | Mt. Lemmon Survey |
| 274694 - | 2008 UZ52                | 20 ottobre 2008  | Mt. Lemmon Survey |
| 274695 - | 2008 UA56                | 21 ottobre 2008  | Spacewatch        |
| 274696 - | 2008 UG56                | 21 ottobre 2008  | Spacewatch        |
| 274697 - | 2008 US59                | 21 ottobre 2008  | Mt. Lemmon Survey |
| 274698 - | 2008 UV59                | 21 ottobre 2008  | Spacewatch        |
| 274699 - | 2008 UZ61                | 21 ottobre 2008  | Spacewatch        |
| 274700 - | 2008 UD76                | 21 ottobre 2008  | Spacewatch        |

## 274701-274800
| Nome     | Designazione provvisoria | Data di scoperta | Scopritore           |
| -------- | ------------------------ | ---------------- | -------------------- |
| 274701 - | 2008 UO79                | 22 ottobre 2008  | Spacewatch           |
| 274702 - | 2008 UM83                | 22 ottobre 2008  | Mt. Lemmon Survey    |
| 274703 - | 2008 UC84                | 23 ottobre 2008  | Spacewatch           |
| 274704 - | 2008 UH87                | 23 ottobre 2008  | Spacewatch           |
| 274705 - | 2008 UH91                | 27 ottobre 2008  | Pelle, J. C.         |
| 274706 - | 2008 UB96                | 24 ottobre 2008  | LINEAR               |
| 274707 - | 2008 UG100               | 27 ottobre 2008  | BATTeRS              |
| 274708 - | 2008 UG101               | 20 ottobre 2008  | Spacewatch           |
| 274709 - | 2008 UW101               | 20 ottobre 2008  | Spacewatch           |
| 274710 - | 2008 UE107               | 21 ottobre 2008  | Spacewatch           |
| 274711 - | 2008 UH107               | 21 ottobre 2008  | Spacewatch           |
| 274712 - | 2008 UB112               | 22 ottobre 2008  | Spacewatch           |
| 274713 - | 2008 UO116               | 22 ottobre 2008  | Spacewatch           |
| 274714 - | 2008 UZ125               | 22 ottobre 2008  | Spacewatch           |
| 274715 - | 2008 UQ129               | 23 ottobre 2008  | Spacewatch           |
| 274716 - | 2008 UD138               | 23 ottobre 2008  | Spacewatch           |
| 274717 - | 2008 UD140               | 23 ottobre 2008  | Spacewatch           |
| 274718 - | 2008 UF142               | 23 ottobre 2008  | Spacewatch           |
| 274719 - | 2008 UN142               | 23 ottobre 2008  | Spacewatch           |
| 274720 - | 2008 UJ145               | 23 ottobre 2008  | Spacewatch           |
| 274721 - | 2008 UH155               | 23 ottobre 2008  | Mt. Lemmon Survey    |
| 274722 - | 2008 UC163               | 24 ottobre 2008  | Spacewatch           |
| 274723 - | 2008 UN168               | 24 ottobre 2008  | Spacewatch           |
| 274724 - | 2008 UG173               | 24 ottobre 2008  | Spacewatch           |
| 274725 - | 2008 US173               | 24 ottobre 2008  | CSS                  |
| 274726 - | 2008 UG174               | 24 ottobre 2008  | Spacewatch           |
| 274727 - | 2008 UW182               | 24 ottobre 2008  | Mt. Lemmon Survey    |
| 274728 - | 2008 UQ183               | 24 ottobre 2008  | Mt. Lemmon Survey    |
| 274729 - | 2008 UK188               | 24 ottobre 2008  | Spacewatch           |
| 274730 - | 2008 UE189               | 25 ottobre 2008  | Mt. Lemmon Survey    |
| 274731 - | 2008 US189               | 25 ottobre 2008  | Mt. Lemmon Survey    |
| 274732 - | 2008 UG191               | 25 ottobre 2008  | Mt. Lemmon Survey    |
| 274733 - | 2008 UP193               | 25 ottobre 2008  | Mt. Lemmon Survey    |
| 274734 - | 2008 UZ195               | 26 ottobre 2008  | Siding Spring Survey |
| 274735 - | 2008 UF201               | 28 ottobre 2008  | LINEAR               |
| 274736 - | 2008 UZ203               | 28 ottobre 2008  | LINEAR               |
| 274737 - | 2008 UB205               | 24 ottobre 2008  | Siding Spring Survey |
| 274738 - | 2008 UJ206               | 22 ottobre 2008  | Mt. Lemmon Survey    |
| 274739 - | 2008 UB207               | 23 ottobre 2008  | Spacewatch           |
| 274740 - | 2008 UH211               | 23 ottobre 2008  | Spacewatch           |
| 274741 - | 2008 UN218               | 25 ottobre 2008  | Spacewatch           |
| 274742 - | 2008 UT218               | 25 ottobre 2008  | Spacewatch           |
| 274743 - | 2008 UN221               | 25 ottobre 2008  | Spacewatch           |
| 274744 - | 2008 UU233               | 26 ottobre 2008  | Mt. Lemmon Survey    |
| 274745 - | 2008 UB249               | 27 ottobre 2008  | Spacewatch           |
| 274746 - | 2008 UF265               | 28 ottobre 2008  | Spacewatch           |
| 274747 - | 2008 UK267               | 28 ottobre 2008  | Mt. Lemmon Survey    |
| 274748 - | 2008 UV268               | 28 ottobre 2008  | Spacewatch           |
| 274749 - | 2008 UO270               | 28 ottobre 2008  | CSS                  |
| 274750 - | 2008 UT273               | 28 ottobre 2008  | Spacewatch           |
| 274751 - | 2008 UT275               | 28 ottobre 2008  | Mt. Lemmon Survey    |
| 274752 - | 2008 UX275               | 28 ottobre 2008  | Mt. Lemmon Survey    |
| 274753 - | 2008 UD277               | 28 ottobre 2008  | Mt. Lemmon Survey    |
| 274754 - | 2008 UC278               | 28 ottobre 2008  | Mt. Lemmon Survey    |
| 274755 - | 2008 UK278               | 28 ottobre 2008  | Mt. Lemmon Survey    |
| 274756 - | 2008 UH279               | 28 ottobre 2008  | Mt. Lemmon Survey    |
| 274757 - | 2008 UG281               | 28 ottobre 2008  | Mt. Lemmon Survey    |
| 274758 - | 2008 UV285               | 28 ottobre 2008  | Mt. Lemmon Survey    |
| 274759 - | 2008 UH288               | 28 ottobre 2008  | Mt. Lemmon Survey    |
| 274760 - | 2008 UN290               | 28 ottobre 2008  | Spacewatch           |
| 274761 - | 2008 UN296               | 29 ottobre 2008  | Spacewatch           |
| 274762 - | 2008 UG301               | 29 ottobre 2008  | Mt. Lemmon Survey    |
| 274763 - | 2008 UR302               | 29 ottobre 2008  | Spacewatch           |
| 274764 - | 2008 UT306               | 30 ottobre 2008  | CSS                  |
| 274765 - | 2008 US319               | 31 ottobre 2008  | Mt. Lemmon Survey    |
| 274766 - | 2008 UU329               | 31 ottobre 2008  | Spacewatch           |
| 274767 - | 2008 UW330               | 31 ottobre 2008  | Spacewatch           |
| 274768 - | 2008 US336               | 23 ottobre 2008  | Spacewatch           |
| 274769 - | 2008 UX340               | 24 ottobre 2008  | CSS                  |
| 274770 - | 2008 US343               | 23 ottobre 2008  | Spacewatch           |
| 274771 - | 2008 UR345               | 27 ottobre 2008  | Mt. Lemmon Survey    |
| 274772 - | 2008 UW346               | 21 ottobre 2008  | Mt. Lemmon Survey    |
| 274773 - | 2008 UV348               | 26 ottobre 2008  | Spacewatch           |
| 274774 - | 2008 UB361               | 25 ottobre 2008  | CSS                  |
| 274775 - | 2008 UH361               | 26 ottobre 2008  | Siding Spring Survey |
| 274776 - | 2008 UC363               | 26 ottobre 2008  | CSS                  |
| 274777 - | 2008 VA3                 | 3 novembre 2008  | LINEAR               |
| 274778 - | 2008 VE3                 | 3 novembre 2008  | LINEAR               |
| 274779 - | 2008 VY5                 | 1º novembre 2008 | Mt. Lemmon Survey    |
| 274780 - | 2008 VQ23                | 1º novembre 2008 | Spacewatch           |
| 274781 - | 2008 VS27                | 2 novembre 2008  | Spacewatch           |
| 274782 - | 2008 VS50                | 4 novembre 2008  | CSS                  |
| 274783 - | 2008 VK57                | 6 novembre 2008  | Mt. Lemmon Survey    |
| 274784 - | 2008 VR57                | 6 novembre 2008  | Mt. Lemmon Survey    |
| 274785 - | 2008 VC59                | 7 novembre 2008  | Mt. Lemmon Survey    |
| 274786 - | 2008 VT75                | 2 novembre 2008  | CSS                  |
| 274787 - | 2008 WS                  | 17 novembre 2008 | Spacewatch           |
| 274788 - | 2008 WD2                 | 18 novembre 2008 | LINEAR               |
| 274789 - | 2008 WN9                 | 17 novembre 2008 | Spacewatch           |
| 274790 - | 2008 WS12                | 17 novembre 2008 | CSS                  |
| 274791 - | 2008 WJ15                | 17 novembre 2008 | Spacewatch           |
| 274792 - | 2008 WF19                | 17 novembre 2008 | Spacewatch           |
| 274793 - | 2008 WG38                | 17 novembre 2008 | Spacewatch           |
| 274794 - | 2008 WR49                | 18 novembre 2008 | CSS                  |
| 274795 - | 2008 WZ51                | 19 novembre 2008 | Spacewatch           |
| 274796 - | 2008 WB58                | 20 novembre 2008 | Mt. Lemmon Survey    |
| 274797 - | 2008 WW63                | 24 novembre 2008 | Molnar, L. A.        |
| 274798 - | 2008 WJ66                | 18 novembre 2008 | CSS                  |
| 274799 - | 2008 WO71                | 31 gennaio 2006  | Spacewatch           |
| 274800 - | 2008 WP71                | 9 ottobre 1999   | Spacewatch           |

## 274801-274900
| Nome                    | Designazione provvisoria | Data di scoperta  | Scopritore             |
| ----------------------- | ------------------------ | ----------------- | ---------------------- |
| 274801 -                | 2008 WR99                | 24 novembre 2008  | Mt. Lemmon Survey      |
| 274802 -                | 2008 WS101               | 30 novembre 2008  | LINEAR                 |
| 274803 -                | 2008 WT113               | 30 novembre 2008  | Spacewatch             |
| 274804 -                | 2008 WV127               | 20 novembre 2008  | BATTeRS                |
| 274805 -                | 2008 WE129               | 18 novembre 2008  | Spacewatch             |
| 274806 -                | 2008 XR7                 | 1º dicembre 2008  | Spacewatch             |
| 274807 -                | 2008 XU13                | 3 dicembre 2008   | Mt. Lemmon Survey      |
| 274808 -                | 2008 XC31                | 2 dicembre 2008   | Spacewatch             |
| 274809 -                | 2008 XQ32                | 2 dicembre 2008   | Spacewatch             |
| 274810 Fedáksári        | 2008 YP25                | 27 dicembre 2008  | Sarneczky, K.          |
| 274811 -                | 2008 YH126               | 30 dicembre 2008  | Spacewatch             |
| 274812 -                | 2009 BP6                 | 18 gennaio 2009   | LINEAR                 |
| 274813 -                | 2009 BM42                | 16 gennaio 2009   | Spacewatch             |
| 274814 -                | 2009 JB16                | 14 maggio 2009    | Spacewatch             |
| 274815 -                | 2009 KS8                 | 25 maggio 2009    | Teamo, N.              |
| 274816 -                | 2009 KR18                | 27 maggio 2009    | Mt. Lemmon Survey      |
| 274817 -                | 2009 NC1                 | 15 luglio 2009    | OAM                    |
| 274818 -                | 2009 NX1                 | 12 luglio 2009    | Spacewatch             |
| 274819 -                | 2009 OR                  | 16 gennaio 1997   | Spacewatch             |
| 274820 -                | 2009 OQ2                 | 19 luglio 2009    | OAM                    |
| 274821 -                | 2009 OW2                 | 21 luglio 2009    | Fratev, F.             |
| 274822 -                | 2009 OJ8                 | 28 luglio 2009    | Teamo, N.              |
| 274823 -                | 2009 OY19                | 30 luglio 2009    | Tozzi, F.              |
| 274824 -                | 2009 PV1                 | 14 agosto 2009    | Kocher, P.             |
| 274825 -                | 2009 PY8                 | 15 agosto 2009    | CSS                    |
| 274826 -                | 2009 PX10                | 15 agosto 2009    | LINEAR                 |
| 274827 -                | 2009 PR11                | 15 agosto 2009    | Spacewatch             |
| 274828 -                | 2009 PD12                | 15 agosto 2009    | CSS                    |
| 274829 -                | 2009 PT14                | 15 agosto 2009    | Spacewatch             |
| 274830 -                | 2009 PK18                | 15 agosto 2009    | Spacewatch             |
| 274831 -                | 2009 PO18                | 15 agosto 2009    | Spacewatch             |
| 274832 -                | 2009 QN1                 | 16 agosto 2009    | OAM                    |
| 274833 -                | 2009 QQ1                 | 16 agosto 2009    | Tozzi, F.              |
| 274834 -                | 2009 QR9                 | 20 agosto 2009    | LINEAR                 |
| 274835 Aachen           | 2009 QC11                | 22 agosto 2009    | Schwab, E.             |
| 274836 -                | 2009 QT14                | 16 agosto 2009    | Spacewatch             |
| 274837 -                | 2009 QR16                | 16 agosto 2009    | Spacewatch             |
| 274838 -                | 2009 QL21                | 19 agosto 2009    | OAM                    |
| 274839 -                | 2009 QD22                | 20 agosto 2009    | OAM                    |
| 274840 -                | 2009 QO23                | 16 agosto 2009    | OAM                    |
| 274841 -                | 2009 QQ23                | 16 agosto 2009    | OAM                    |
| 274842 -                | 2009 QB28                | 19 agosto 2009    | Spacewatch             |
| 274843 Mykhailopetrenko | 2009 QF30                | 24 agosto 2009    | Andrushivka            |
| 274844 -                | 2009 QW32                | 27 agosto 2009    | CSS                    |
| 274845 -                | 2009 QB38                | 31 agosto 2009    | Bickel, W.             |
| 274846 -                | 2009 QO38                | 30 agosto 2009    | Karge, S., Kling, R.   |
| 274847 -                | 2009 QW38                | 29 agosto 2009    | Karge, S., Kling, R.   |
| 274848 -                | 2009 QL41                | 20 agosto 2009    | Spacewatch             |
| 274849 -                | 2009 QO41                | 20 agosto 2009    | OAM                    |
| 274850 -                | 2009 QF48                | 28 agosto 2009    | OAM                    |
| 274851 -                | 2009 QH48                | 26 agosto 2009    | CSS                    |
| 274852 -                | 2009 QB50                | 28 agosto 2009    | Spacewatch             |
| 274853 -                | 2009 QH62                | 29 agosto 2009    | OAM                    |
| 274854 -                | 2009 QL63                | 17 agosto 2009    | CSS                    |
| 274855 -                | 2009 RB4                 | 14 settembre 2009 | LINEAR                 |
| 274856 Rosendosalvado   | 2009 RQ5                 | 13 settembre 2009 | ESA OGS                |
| 274857 -                | 2009 RU11                | 12 settembre 2009 | Spacewatch             |
| 274858 -                | 2009 RC15                | 12 settembre 2009 | Spacewatch             |
| 274859 -                | 2009 RN25                | 15 settembre 2009 | Spacewatch             |
| 274860 Emilylakdawalla  | 2009 RE26                | 13 settembre 2009 | Busch, M., Kresken, R. |
| 274861 -                | 2009 RH31                | 14 settembre 2009 | Spacewatch             |
| 274862 -                | 2009 RD35                | 14 settembre 2009 | Spacewatch             |
| 274863 -                | 2009 RA49                | 15 settembre 2009 | Spacewatch             |
| 274864 -                | 2009 RG50                | 15 settembre 2009 | Spacewatch             |
| 274865 -                | 2009 RC52                | 15 settembre 2009 | Spacewatch             |
| 274866 -                | 2009 RG53                | 15 settembre 2009 | Spacewatch             |
| 274867 -                | 2009 RJ54                | 15 settembre 2009 | Spacewatch             |
| 274868 -                | 2009 RM55                | 15 settembre 2009 | Spacewatch             |
| 274869 -                | 2009 RS55                | 15 settembre 2009 | Spacewatch             |
| 274870 -                | 2009 RH56                | 15 settembre 2009 | Spacewatch             |
| 274871 -                | 2009 RK59                | 15 settembre 2009 | Spacewatch             |
| 274872 -                | 2009 RT67                | 15 settembre 2009 | Mt. Lemmon Survey      |
| 274873 -                | 2009 RT70                | 12 settembre 2009 | Spacewatch             |
| 274874 -                | 2009 RO71                | 15 settembre 2009 | Spacewatch             |
| 274875 -                | 2009 RD72                | 15 settembre 2009 | Spacewatch             |
| 274876 -                | 2009 RE74                | 15 settembre 2009 | Spacewatch             |
| 274877 -                | 2009 RO75                | 15 settembre 2009 | Spacewatch             |
| 274878 -                | 2009 SU12                | 16 settembre 2009 | Mt. Lemmon Survey      |
| 274879 -                | 2009 SE13                | 16 settembre 2009 | Mt. Lemmon Survey      |
| 274880 -                | 2009 ST14                | 18 settembre 2009 | BATTeRS                |
| 274881 -                | 2009 SE25                | 16 settembre 2009 | Spacewatch             |
| 274882 -                | 2009 ST34                | 16 settembre 2009 | Spacewatch             |
| 274883 -                | 2009 SG39                | 16 settembre 2009 | Spacewatch             |
| 274884 -                | 2009 SK42                | 16 settembre 2009 | Spacewatch             |
| 274885 -                | 2009 SP43                | 16 settembre 2009 | Spacewatch             |
| 274886 -                | 2009 SH46                | 16 settembre 2009 | Spacewatch             |
| 274887 -                | 2009 SN55                | 17 settembre 2009 | Spacewatch             |
| 274888 -                | 2009 SB58                | 17 settembre 2009 | Spacewatch             |
| 274889 -                | 2009 SR60                | 17 settembre 2009 | Spacewatch             |
| 274890 -                | 2009 SV62                | 17 settembre 2009 | Mt. Lemmon Survey      |
| 274891 -                | 2009 SN66                | 17 settembre 2009 | Spacewatch             |
| 274892 -                | 2009 SX66                | 17 settembre 2009 | Spacewatch             |
| 274893 -                | 2009 SA74                | 17 settembre 2009 | Spacewatch             |
| 274894 -                | 2009 SL74                | 17 settembre 2009 | Spacewatch             |
| 274895 -                | 2009 SQ77                | 17 settembre 2009 | Mt. Lemmon Survey      |
| 274896 -                | 2009 SW80                | 18 settembre 2009 | Mt. Lemmon Survey      |
| 274897 -                | 2009 SF81                | 18 settembre 2009 | Mt. Lemmon Survey      |
| 274898 -                | 2009 SN86                | 18 settembre 2009 | Spacewatch             |
| 274899 -                | 2009 SV87                | 18 settembre 2009 | Spacewatch             |
| 274900 -                | 2009 SJ91                | 18 settembre 2009 | Spacewatch             |

## 274901-275000
| Nome                | Designazione provvisoria | Data di scoperta  | Scopritore                         |
| ------------------- | ------------------------ | ----------------- | ---------------------------------- |
| 274901 -            | 2009 SB96                | 19 settembre 2009 | Spacewatch                         |
| 274902 -            | 2009 SU102               | 24 settembre 2009 | Lowe, A.                           |
| 274903 -            | 2009 SK106               | 16 settembre 2009 | Mt. Lemmon Survey                  |
| 274904 -            | 2009 SL107               | 16 settembre 2009 | Spacewatch                         |
| 274905 -            | 2009 SR110               | 17 settembre 2009 | Spacewatch                         |
| 274906 -            | 2009 SR111               | 18 settembre 2009 | Spacewatch                         |
| 274907 -            | 2009 SP118               | 18 settembre 2009 | Spacewatch                         |
| 274908 -            | 2009 SU128               | 18 settembre 2009 | Spacewatch                         |
| 274909 -            | 2009 SD134               | 18 settembre 2009 | Spacewatch                         |
| 274910 -            | 2009 SP136               | 18 settembre 2009 | Spacewatch                         |
| 274911 -            | 2009 ST136               | 18 settembre 2009 | Spacewatch                         |
| 274912 -            | 2009 SL138               | 18 settembre 2009 | Spacewatch                         |
| 274913 -            | 2009 SZ138               | 18 settembre 2009 | Mt. Lemmon Survey                  |
| 274914 -            | 2009 SB139               | 18 settembre 2009 | Mt. Lemmon Survey                  |
| 274915 -            | 2009 SO142               | 19 settembre 2009 | Spacewatch                         |
| 274916 -            | 2009 SH146               | 19 settembre 2009 | Mt. Lemmon Survey                  |
| 274917 -            | 2009 SW149               | 20 settembre 2009 | Spacewatch                         |
| 274918 -            | 2009 SU150               | 20 settembre 2009 | Spacewatch                         |
| 274919 -            | 2009 SX153               | 20 settembre 2009 | Spacewatch                         |
| 274920 -            | 2009 SS154               | 20 settembre 2009 | Spacewatch                         |
| 274921 -            | 2009 SM156               | 20 settembre 2009 | Spacewatch                         |
| 274922 -            | 2009 SH158               | 20 settembre 2009 | Spacewatch                         |
| 274923 -            | 2009 SC161               | 21 settembre 2009 | OAM                                |
| 274924 -            | 2009 SM161               | 21 settembre 2009 | CSS                                |
| 274925 -            | 2009 SY164               | 21 settembre 2009 | Spacewatch                         |
| 274926 -            | 2009 SU168               | 22 settembre 2009 | Bickel, W.                         |
| 274927 -            | 2009 SC169               | 24 settembre 2009 | Mt. Lemmon Survey                  |
| 274928 von Weinberg | 2009 SU170               | 26 settembre 2009 | Kling, R., Zimmer, U.              |
| 274929 -            | 2009 SF171               | 23 settembre 2009 | Mt. Lemmon Survey                  |
| 274930 -            | 2009 SH185               | 21 settembre 2009 | Spacewatch                         |
| 274931 -            | 2009 SD197               | 22 settembre 2009 | Spacewatch                         |
| 274932 -            | 2009 SN201               | 22 settembre 2009 | Spacewatch                         |
| 274933 -            | 2009 SP202               | 22 settembre 2009 | Spacewatch                         |
| 274934 -            | 2009 SA203               | 22 settembre 2009 | Spacewatch                         |
| 274935 -            | 2009 ST205               | 22 settembre 2009 | Spacewatch                         |
| 274936 -            | 2009 SS206               | 23 settembre 2009 | Spacewatch                         |
| 274937 -            | 2009 SU212               | 23 settembre 2009 | Spacewatch                         |
| 274938 -            | 2009 SG219               | 24 settembre 2009 | Mt. Lemmon Survey                  |
| 274939 -            | 2009 SK222               | 25 settembre 2009 | Mt. Lemmon Survey                  |
| 274940 -            | 2009 SS233               | 21 settembre 2009 | Mt. Lemmon Survey                  |
| 274941 -            | 2009 SG235               | 19 settembre 2009 | Mt. Lemmon Survey                  |
| 274942 -            | 2009 SY236               | 14 marzo 2007     | Mt. Lemmon Survey                  |
| 274943 -            | 2009 SZ238               | 16 settembre 2009 | CSS                                |
| 274944 -            | 2009 SF244               | 17 settembre 2009 | Spacewatch                         |
| 274945 -            | 2009 SJ261               | 22 settembre 2009 | Spacewatch                         |
| 274946 -            | 2009 SE263               | 23 settembre 2009 | Mt. Lemmon Survey                  |
| 274947 -            | 2009 SD267               | 23 settembre 2009 | Mt. Lemmon Survey                  |
| 274948 -            | 2009 SV273               | 25 settembre 2009 | Spacewatch                         |
| 274949 -            | 2009 SO277               | 25 settembre 2009 | Spacewatch                         |
| 274950 -            | 2009 SH278               | 25 settembre 2009 | Spacewatch                         |
| 274951 -            | 2009 ST278               | 25 settembre 2009 | Spacewatch                         |
| 274952 -            | 2009 SM283               | 25 settembre 2009 | Spacewatch                         |
| 274953 -            | 2009 SY291               | 26 settembre 2009 | Spacewatch                         |
| 274954 -            | 2009 SJ295               | 27 settembre 2009 | Mt. Lemmon Survey                  |
| 274955 -            | 2009 SR299               | 29 settembre 2009 | Mt. Lemmon Survey                  |
| 274956 -            | 2009 SV299               | 17 settembre 2009 | Mt. Lemmon Survey                  |
| 274957 -            | 2009 SP300               | 16 settembre 2009 | Spacewatch                         |
| 274958 -            | 2009 SH302               | 16 settembre 2009 | Mt. Lemmon Survey                  |
| 274959 -            | 2009 SS304               | 17 settembre 2009 | Spacewatch                         |
| 274960 -            | 2009 SD320               | 20 settembre 2009 | Mt. Lemmon Survey                  |
| 274961 -            | 2009 SV326               | 17 settembre 2009 | Mt. Lemmon Survey                  |
| 274962 -            | 2009 SM327               | 25 settembre 2009 | CSS                                |
| 274963 -            | 2009 SF329               | 16 settembre 2009 | Mt. Lemmon Survey                  |
| 274964 -            | 2009 SE331               | 19 settembre 2009 | CSS                                |
| 274965 -            | 2009 SL333               | 27 settembre 2009 | Mt. Lemmon Survey                  |
| 274966 -            | 2009 SV333               | 17 settembre 2009 | Spacewatch                         |
| 274967 -            | 2009 SG342               | 16 settembre 2009 | Spacewatch                         |
| 274968 -            | 2009 SS342               | 16 settembre 2009 | Spacewatch                         |
| 274969 -            | 2009 SJ346               | 24 settembre 2009 | Spacewatch                         |
| 274970 -            | 2009 SK347               | 28 settembre 2009 | Mt. Lemmon Survey                  |
| 274971 -            | 2009 SU347               | 16 settembre 2009 | Spacewatch                         |
| 274972 -            | 2009 SO348               | 22 settembre 2009 | Mt. Lemmon Survey                  |
| 274973 -            | 2009 SP348               | 18 settembre 2009 | CSS                                |
| 274974 -            | 2009 SH351               | 29 settembre 2009 | Mt. Lemmon Survey                  |
| 274975 -            | 2009 SE353               | 16 settembre 2009 | Spacewatch                         |
| 274976 -            | 2009 SR355               | 7 aprile 2003     | Spacewatch                         |
| 274977 -            | 2009 SH356               | 16 settembre 2009 | Spacewatch                         |
| 274978 -            | 2009 SH360               | 27 settembre 2009 | Mt. Lemmon Survey                  |
| 274979 -            | 2009 SP360               | 29 settembre 2009 | Mt. Lemmon Survey                  |
| 274980 -            | 2009 SL362               | 21 settembre 2009 | Mt. Lemmon Survey                  |
| 274981 Petrsu       | 2009 TV2                 | 12 ottobre 2009   | Novichonok, A. O., Chestnov, D. N. |
| 274982 -            | 2009 TO3                 | 11 ottobre 2009   | OAM                                |
| 274983 -            | 2009 TH4                 | 13 ottobre 2009   | Lowe, A.                           |
| 274984 -            | 2009 TD5                 | 11 ottobre 2009   | OAM                                |
| 274985 -            | 2009 TW5                 | 11 ottobre 2009   | OAM                                |
| 274986 -            | 2009 TY6                 | 12 ottobre 2009   | OAM                                |
| 274987 -            | 2009 TB7                 | 12 ottobre 2009   | OAM                                |
| 274988 -            | 2009 TG9                 | 13 ottobre 2009   | OAM                                |
| 274989 -            | 2009 TS11                | 14 ottobre 2009   | Bickel, W.                         |
| 274990 -            | 2009 TO14                | 12 ottobre 2009   | OAM                                |
| 274991 -            | 2009 TQ14                | 12 ottobre 2009   | OAM                                |
| 274992 -            | 2009 TE15                | 13 ottobre 2009   | LINEAR                             |
| 274993 -            | 2009 TB17                | 14 ottobre 2009   | OAM                                |
| 274994 -            | 2009 TM21                | 12 ottobre 2009   | OAM                                |
| 274995 -            | 2009 TB23                | 14 ottobre 2009   | OAM                                |
| 274996 -            | 2009 TC23                | 14 ottobre 2009   | OAM                                |
| 274997 -            | 2009 TG25                | 14 ottobre 2009   | CSS                                |
| 274998 -            | 2009 TA26                | 14 ottobre 2009   | PMO NEO Survey Program             |
| 274999 -            | 2009 TE27                | 14 ottobre 2009   | OAM                                |
| 275000 -            | 2009 TV29                | 15 ottobre 2009   | Mt. Lemmon Survey                  |